# تیم گلاسان
تیم گلاسان (انگلیسی: Tim Gleason؛ زادهٔ ۲۹ ژانویهٔ ۱۹۸۳) بازیکن هاکی روی یخ اهل ایالات متحده آمریکا است.
از باشگاه‌هایی که در آن بازی کرده‌است می‌توان به کارولینا هوریکانز اشاره کرد.